# Маркаде, Мари Луиза
Мари Луиза Маркаде (фр. Marie-Louise Marcadet, 3 декабря 1758 — 28 февраля 1804) — шведская оперная певица и театральная актриса французского происхождения.

## Биография
Мари Луиза родилась в Швеции в 1758 г. Её родителями были Мари Батист и Жак Ансельм Батист, которые учили её актёрскому мастерству. Они уехали из Швеции в 1771 г., но вновь вернулись в 1776 г. Мари Луиза начала выступать на шведской сцене. В 1780 г. она вышла замуж за французского танцора Королевского шведского балета Жан-Реми Маркаде и взяла себе его фамилию.
В качестве оперной певицы Мари Луиза выступала на сцене Королевской оперы в 1778—1795 гг., в качестве драматической актрисы во Французском театре Густава III в 1781—1792 годах и в Королевском драматическом театре в 1788—1795 гг. Первое её выступление состоялось в 1777 г. в Боллхусете в опере-буффон Les deux avares Гретри, а затем в его же опере Lucile. Когда в 1781 году был снова создан Французский театр под руководством Монвеля, она участвовала в нём до его роспуска в 1792 году.
Мари Луиза пользовалась влиянием в театре. Будучи замужней женщиной, по обычаем того времени она считалась дееспособной, и ей доверили организовать свою постановку. Её предприимчивость вызывала недовольство, поскольку она распоряжалась всем как режиссёр, выставляла зрительские ложи на аукцион, так что даже влиятельный министр иностранных дел Ульрик Шеффер вынужден был довольствоваться не самой дорогой ложей.
В 1788 году первый шведскоязычный Ristell theater обанкротился и был преобразован в Королевский драматический театр. Мари Луиза принадлежала к первому поколению артистов нового театра, образовавших актёрский совет и взявших управление в свои руки. Совещания протекали бурно, но Мари Луиза ценилась за аргументированные суждения, какие спектакли следует ставить в театре. Судя по жалованью, Мари Луиза Маркаде и Фредрика Лёф в театре занимали высокие позиции.
Выступая как сценическая актриса и как оперная певица, Мари Луиза всю свою двадцатилетнюю карьеру считалась одной из самых известных актрис Швеции, наряду с Монвелем, Анн Мари с Жозефом Дегийонами внёсшей огромный вклад в развитие шведского театра. Она была не очень красивой, голос как певицы у неё не был выдающимся, а французский акцент сильным, и её описывали как очень худую женщину с большим подбородком, но ценили за высокий профессионализм. Говорили, что её душа создана для театра.
В 1795 году Мари Луиза поссорилась с руководством Драматического театра и перешла в Stenborgs Teater. Здесь состоялось её последнее выступление 14 ноября 1795 года, после чего она покинула Швецию и уехала в Париж, где и прожила остаток жизни.